# Göran Liljestrand
Göran Liljestrand, född 16 april 1886 i Masthuggs församling, Göteborg, död 16 januari 1968 i Västerleds församling i Stockholm, var en svensk läkare och farmakolog.
Liljestrand var 1927–1951 professor i farmakodynamik och farmakognosi vid Karolinska Institutet.

## Biografi
Liljestrand blev medicine licentiat 1915 och medicine doktor 1917 vid Karolinska institutet, där han förordnades till docent 1917 i fysiologi och 1923 i fysiologi och farmakologi. Inom fysiologin utbildade sig Liljestrand hos Johan Erik Johansson. Han behandlade andningens fysiologi och det respiratoriska gasutbytet (bland annat i dissertationen Untersuchungen über die Atmungsarbeit, 1917), sportens och blodomloppets fysiologi (hjärtats minutvolym under olika förhållanden) o.s.v.
Liljestrand arbetade även med farmakologiska frågeställningar, bland annat lungans genomtränglighet för ammoniak efter införande av sådan i blodet, och det är inom det farmakologiska området han är mer känd. Han samarbetade med Ulf von Euler och tillsammans upptäckte de Euler-Liljestrand-mekanismen. 
Har var från 1918 och i över 40 år sekreterare för Karolinska Institutets Nobelkommitté (ledamot där från 1938). Han blev 1938 även ledamot av Vetenskapsakademien.
Liljestrand blev sekreterare Fysiologföreningen i Stockholm (1919) och ledamot av Svenska läkaresällskapets nämnd (1922). Vid den internationella fysiologkongressen i Stockholm 1926 tjänstgjorde Liljestrand som sekreterare. Åren 1918, 1923 och 1925 erhöll han Alvarengapriset av Svenska läkaresällskapet.
Göran Liljestrand var far till läkaren och farmakologen Åke Liljestrand.